# Crocallis fusca
Crocallis fusca là một loài bướm đêm trong họ Geometridae.